# 大聖堂 (ケン・フォレットの小説)
『大聖堂』（だいせいどう、英語: The Pillars of the Earth）は、ケン・フォレットによる歴史小説。1989年に発表され、日本では1991年に新潮文庫から矢野浩三郎訳により出版された。2005年にはソフトバンク文庫により再版されている。
12世紀中葉の史実を背景として、キングズブリッジという架空の町に建築される大聖堂を中心として展開される群像劇。ホワイトシップの遭難から始まる無政府時代からカンタベリー大司教トマス・ベケットの暗殺という半世紀の間が描かれている。
ロマネスク建築からゴシック建築へ移り変わる技術的な歴史も背景としている。キングズブリッジは実際のイングランドの町から名前をとっているが、作中のキングズブリッジは筆者の創作によるものである。
ケン・フォレットはこの小説以前はスリラー小説のジャンルで活躍していたが、大聖堂は全世界で2,000万部を売り上げ、代表作となった。
続編の『大聖堂-果てしなき世界』（World Without End）が2007年10月に発売された。日本では2009年にソフトバンク文庫から戸田裕之訳により出版されているが、内容的には直接の続編ではない。
2010年にテレビドラマ化され、日本では『ダークエイジ・ロマン 大聖堂』のタイトルで2011年に放映された。

## あらすじ

### プロローグ　1123年
イングランド南部にあるシャーリングの町で、一人の青年が絞首刑に処されようとしていた。青年が絶命した瞬間、金色の目を持ち、妊娠しているらしい一人の少女が遠巻きに処刑を見ていた三人の男たち、すなわち司祭と騎士と修道士に呪いをかけ、すばやく身をひるがえしてその場から走り去っていった。

### 第一部　1135年～1136年
トム・ビルダーは腕の立つ石工で、かつてエクセターの大聖堂の建築に参加していた。そこで石工として大きく成長したトムは、いつの日か自分の設計した大聖堂を建築するという生涯の夢を抱き、そのため条件の良い専属石工の話も断っていた。しかし彼は腕が立つため、仕事には困らなかった。
トムはその年の秋、パーシー・ハムレイという領主の息子ウィリアムの新婚のための屋敷を建築していた。しかしウィリアムは、シャーリング伯爵の令嬢アリエナに婚約を解消されてしまった。知的だが高慢な少女だったアリエナは、粗野で下品なウィリアムとの結婚を嫌ったのである。解雇されたトムは冬を越すためしばらく農作業の手間賃を稼ぎ、晩秋になって移動を開始した。しかし貴重な財産である豚を盗まれた上、すでに冬に入って建築の現場はどこも休止しており、トムは仕事がどこにも見つからずに困窮した。出発の時期が悪かったのである。困っていたトムの一家は、森で暮らしていた金色の目をもつエリンという女とその息子のジャックに助けられた。トムとエリンは互いに惹かれるものを感じたが、トムは再び仕事を求めて町から町へさまよう。
修道士フィリップはウェールズの出身で、両親はまだフィリップが幼いとき、故郷の村を襲ったイングランドの兵士たちに殺された。フィリップと弟のフランシスはその時、急を知って駆けつけた近くの修道院のピーター院長に救われ、その修道院で育てられた。フィリップはやがて敬虔で学識豊かな修道士となり、ピーター院長の友人が院長を務めるイングランドのキングズブリッジ修道院に招かれた。フィリップはその分院を任され、堕落し荒廃していた分院を見事に立ち直らせた。だが問題はむしろ本院のほうにあった。本院は無気力で卑屈な老人であるジェームズ院長の下で財政的にもモラル的にも破綻しており、それは日増しに悪化する一方だったのである。問題の根本的な原因は、本来修道院を指導すべき立場にあるジェームズ院長の無気力にあり、院長が生きているうちは修道院全体の改革は望めないだろうと考えたフィリップは歯がゆい思いをする。
そんな時、より世俗的な教会での出世の道を選んで修道院を去り、現在はヘンリー1世の庶子グロスター伯ロバートに仕えているフランシスが訪ねてきた。当時のイングランドはヘンリー1世のただ一人の嫡出の王子であったウィリアムが1120年に起こったホワイトシップの遭難で死亡したために、ウィリアムの同母姉で、モード、あるいはモード女帝などと呼ばれていたマチルダが後継者に指名されていた。フランシスは兄のフィリップにヘンリー1世が死去し、甥のスティーブンがイングランドへ乗り込んできて王位を奪ったことを知らせた。そしてフランシスはフィリップに、キングズブリッジ近郊の領主であるシャーリング伯バーソロミューがモードに呼応してスティーブンに反旗を翻そうとしていることを、何とかしてイングランド南部に広めて欲しいというのだ。スティーブンの弟はイングランドでも最有力の聖職者であるウィンチェスター司教ヘンリーであり、兄は弟のために教会勢力に権限を認めると見られていたので、教会としてはスティーブンの即位はむしろ望ましいものだったのである。フランシスはまた、森で拾ったという赤子を連れてきていた。フィリップはこの赤子にジョナサンという名前をつけ、修道院で育てることを決める。
森をさまようトム・ビルダーは窮地に陥っていた。身重の妻アグネスは寒い森の中で出産したが、産褥で死んでしまった。食料もなく赤子に乳を与えられないため、トムは妻の遺体を埋葬した場所に赤子を放置した。しかし、すぐにそれは大きな罪だと考え直し、せめて連れて行こうとそこに戻ったが、すでに赤子の姿はなかった。その直後、トムはエリンとジャックと再会する。その先にある修道院の方へ司祭が赤子を連れてゆくのをここでジャックと見たというエリンの話を聞いたトムは、赤子の世話を修道院に任せようと決める。アグネスが死んだことを知ったエリンはトムと男女の仲になり、ジャックを連れてトムの一家に合流した。
フランシスがフィリップを訪ねた翌日、フィリップはシャーリング伯の蜂起の情報を伝えるためにキングズブリッジの司教に会いに行くが、司教は不在だった。フィリップは司教を補佐している助祭長のウォールランにその情報を伝え、善処を彼に任せることにした。ウォールランは近くの領主であるパーシー・ハムレイにその情報を伝えた。パーシー・ハムレイは野心家であり、息子のウィリアムをシャーリング伯爵の令嬢アリエナと婚約させたもその野心の一環であった。ウィリアムはアリエナに婚約の再考を促すことを名目にシャーリング伯の居城へ行きその情報が事実であることを確かめた。そしてパーシーとその妻のリーガンは野心から、また息子のウィリアムは自分を振り家名を貶めたアリエナへの意趣返しから、シャーリング伯爵襲撃を決めた。
トムとエリンの一家は家族となったものの、トムの息子のアルフレッドはジャックが博学で知的なのが気に食わず、ジャックの方もすでに働いていて体も大きいために傲慢なアルフレッドを嫌悪していた。エリンは2人の反目を心配するが、アルフレッドを溺愛していたトムは2人の仲を放置していた。アルフレッドは妹のマーサもよくいじめの対象にしていたが、ジャックとマーサの方は互いに仲良くなった。
トムたちはキングズブリッジへ向かうが仕事は無かった。藁をもつかむ思いでシャーリング伯の城へ向かうと、そこでは戦争の準備中であった。シャーリング伯はスティーブン王に対し蜂起しようとしていたのだ。トムは城の不備を指摘し、伯爵に雇われることに成功した。その夜、ジャックはシャーリング伯の令嬢アリエナを食堂で見て、その美しさに惹かれる。 しかし、そこにパーシー・ハムレイの軍が乱入してきた。ウィリアムが僅かな部下と共に先行して跳ね橋が上がらないようにしており、また本丸に先に立てこもっていたのだった。シャーリング伯は降伏し逮捕された。ウィリアムはアリエナに再度結婚の意志を尋ねるが、アリエナはそれをはねのけた。
フィリップはキングズブリッジ修道院で、ジェームズ院長が死んだことを知った。副院長のリミジアスが次の院長の座を狙っていたが、フィリップは自分が院長となって修道院を建て直すのが天啓だと信じ、自らも立候補を表明した。一時はフィリップが優勢となったが、リミジアスは政治的な手段で立候補者を自分ひとりにさせようとした。そこへ助祭長のウォールランがやってきた。ウォールランは立候補者を指名できる権限を自分が持っていると告げ、フィリップに取引を持ちかけた。キングズプリッジの司教が死んだら自分を指名することを約束すれば、フィリップを立候補者に指名すると言うのだ。フィリップは迷いながら、天啓を信じてこの取引を受けた。フィリップが修道院長となったと同時にウォールランは司教が死んだことを知らせた。明らかにその死を隠して取引したのである。フィリップは渋々と約束どおりウォールランを司教に推薦し、ウォールランはキングズブリッジの司教となった。
シャーリング伯の城から解放されたトムの一家は、大聖堂を擁するキングズブリッジ修道院の院長が代わったと聞き、代替わりにつきものの大聖堂の修復または建て替えを期待してキングズブリッジへ行った。一家は修道院の宿坊で一夜を過ごすが、ジャックは大聖堂が無くなればトムに仕事ができ、母と定住できると考え、夜中に抜け出て大聖堂に放火した。大聖堂はほぼ全焼に近い損害を受けたが、トムは焼け残った部分の応急処置を申し出て、寝食と引き換えに修道院に雇われることになった。しかしトムとエリンが正式な夫婦でないことを知ったウォールランが、修道院の仕事をするトムがその修道院内で姦通同然の同棲生活を送ることは言語道断であるとフィリップを叱責し、エリンを即刻修道院から退去させるよう命じた。フィリップはやむを得ずエリンにトムのもとを離れて一年間悔い改めの生活を送り、それが済んだらトムと正式に結婚するなり好きにするよう告げた。エリンは激怒したものの、トムのために結局はそれを受け入れ、ジャックを連れて森へ帰っていった。

### 第二部　1136年〜1137年
トムは人生の夢であった大聖堂の建築をフィリップに申し出た。フィリップもまた修道院の再建の象徴として、また貧しい村にすぎないキングズブリッジを豊かにするためにも、大聖堂の建築を夢見ていたが、それだけの資金は無かった。しかし、司教となったウォールランがやってきて、反逆者である先のシャーリング伯の領地とその採石場と森林を王に願い出れば大聖堂が建てられると示唆し、フィリップはウォールランと共に宮廷へ向かう。しかしパーシー・ハムレイとその妻のリーガンも宮廷におり、伯爵を逮捕した功績として伯爵領を願い出ていた。リーガンはフィリップに対し、あなたはウォールランに利用されているだけだと告げた。ウォールランは自らの城を建て始めており、その資材と資金を流用するためにフィリップを利用していたのだ。ウォールランの真意を知ったフィリップはリーガンと取引し、伯爵の称号と重要な領地、そして市場をハムレイ家が取るのに対して自分は領地の残りと採石場と森林を要求した。しかしリーガンの方が1枚上手だった。採石場と森林に関して修道院に与えられたのはこれらを利用する権利のみだったのだ。しかしながら、大聖堂の建築は王によって認められた。フィリップに出し抜かれたウォールランは以後、フィリップにとって生涯の敵となってしまったが、フィリップは大聖堂の建築を開始することができるようになったのである。
前伯爵の令嬢アリエナは弟のリチャードと共に城に隠れ住んでいた。ウィリアム・ハムレイはそれを知っており、毎日覗きに来ていた。ハムレイ家は新伯爵として城に移り住むことになり、その準備にウィリアムは忠実な郎党のウォルターを連れて城へ向かった。ウィリアムは2人が隠れ住んでいる場所へ行き、1人残っていた忠実な家臣を斬り殺し、ウォルターと二人でアリエナを犯した。そして弟のリチャードの耳たぶを切り落とし、姉が犯されているのを見せつけた。2人の隙を見て脱出に成功したアリエナとリチャードは王の下へ向かったが、王は出陣して留守であった。アリエナは王宮の地下にある牢獄に囚われていた父と面会した。見る影もなく衰弱した父は、かならず助け出すというアリエナに対し、自分はもう死ぬから、自分のことは忘れろという。そしてアリエナは弟のリチャードを伯爵位につけるために努力することを誓わされた。
天涯孤独の身となった姉弟はたちまち困窮した。ウィンチェスターの町で知り合った羊毛商人の女を見て、アリエナは自分も羊毛で商売をしようと考え、わずかに残っていた全財産をはたいて羊毛を仕入れた。しかし商人に足元を見られ、安値でしか買わないといわれてしまう。困り果てたアリエナを助けたのはキングズブリッジのフィリップ修道院長だった。フィリップは適価でアリエナの羊毛を買い上げたのである。フィリップは自分が姉弟の零落の原因を作ったと感じて助けたのだった。そしてフィリップという後ろ楯を得たアリエナは羊毛の商売を続けることになった。
旧大聖堂の焼失から一年あまりが経ち、棟梁として正式に雇われたトム・ビルダーのもと、ついに大聖堂の建築が始まった。トムは熱心に作業をする合間に、修道院で育てられている息子ジョナサンを可愛がっていた。だが一方で問題も起こっていた。ハムレイ家が修道院に採石場を使わせまいと妨害を始めたのである。フィリップは実力行使によって採石場を占拠し、なんとか石材を確保するが、その争いに目をつけたウォールランはハムレイ家と手を組み、シャーリングの町に新しい大聖堂を建て、修道院からすべてを奪おうと画策した。そしてウォールランはウィンチェスター司教ヘンリーにキングズブリッジ修道院にはもはや大聖堂を再建する力はないと吹き込み、代わりにシャーリングで新たな大聖堂を建てることを願い出た。しかしフィリップは一週間分の罪の許しと引き換えに一日限りの労役奉仕をキングズブリッジの村人たちに求め、当日はキングズブリッジのみならず、近隣の町や村から一千名を超す人々が集まり、その活況を見たヘンリー司教はキングズブリッジにおける大聖堂の再建を認めた。そしてキングズブリッジに戻ってきたジャックはアリエナと再会し、恋に落ちる。

### 第三部　1140年〜1142年
シャーリング伯パーシー・ハムレイが突然死亡した。当然自分がシャーリング伯爵位を継ぐと信じていたウィリアム・ハムレイであるが、王は態度を保留していた。宮廷に出仕して王のお気に入りとなっていたリチャードが伯爵位を願い出ていたためである。ウィリアムは軍を仕立てて王のために働けば認められるだろうと考えたが、その資金が無かった。その原因の一つであるシャーリングの町の凋落は、修道院がキングズブリッジで王に無許可で開いている市場が原因だと考えたウィリアムは抗議のためキングズブリッジに乗り込むが、逆にフィリップに、ウィリアムが伯爵領の領民たちに対して犯した暴虐行為について多くの人々の面前で激しく非難される。屈辱を味わわされたウィリアムは修道院が占拠している採石場を襲撃し、そこに常駐していた石切り職人やその家族を殺害した。フィリップはこのことを州長官に訴えるが、逆に市場の閉鎖を命じられた。フィリップは出陣中のスティーブン王の下へ採石場と市場の件について改めて直訴に向かった。その戦いで王はモードの捕虜となり、フィリップも身代金目的で捕らえられてしまう。しかし、モードの陣営にいた弟のフランシスのおかげで無事に釈放された。 ロンドンに入ったモードにフィリップは採石場の採石権について訴えたが、モード側に寝返ったウィリアムが同じ要求をしたためにその訴えは却下された。しかし、その代わりにもう一つの請願であった市場の開催権を認められたフィリップは、アリエナとキングズブリッジに羊毛市を開くことを決める。
アリエナとジャックは、共に知的で詩や物語を好むため、2人はやがて相思相愛の仲となった。ジャックはトムの手伝いをするようになり、いつの間にか一流の石工となっていた。トムの息子のアルフレッドは棟梁の一人として働いていたが、そんなジャックが気に入らなかった。アリエナに求婚するが振られてしまったアルフレッドはジャックの父を侮辱したため、二人は現場で大喧嘩となる。ジャックは現場を去ることになったが、以前からジャックの聡明さを気に入って修道院に迎えたいと思っていたフィリップはジャックを見習いの修道士として現場監督の仕事を任せることにした。ジャックはフィリップとトムの橋渡し役ともなり、設計などにも関わるようになってきた。
キングズブリッジの羊毛市は初日から大盛況であったが、そこへ郎党を率いたウィリアムが襲撃してきた。市場に火を放ち、逃げまどう多くの人々を斬り殺し、焼死させたウィリアムはアリエナの屋敷も襲い、倉庫の羊毛を全て焼いてしまった。そしてこの襲撃のためにトム・ビルダーの命が奪われてしまった。

### 第四部　1142年〜1145年
キングズブリッジの襲撃は多くの犠牲者と損害を出したものの、そのダメージは致命的というほどではなかった。しかしウィリアムがいつ再び襲ってくるか分からないため、復興は進まなかった。
大聖堂の建築はトムの息子のアルフレッドによって継続されることになった。アルフレッドは全てを失ったアリエナに再び結婚を申し込んだ。アリエナは粗暴なアルフレッドを嫌っていたが、アルフレッドは姉の支援をあてにできなくなったリチャードに新たな馬と武具の購入を約束したため、リチャードも姉のアリエナにアルフレッドとの結婚を迫った。アリエナはそもそも自分がウィリアム・ハムレイの求婚を断ったことが父やトム、それに町の人々の不幸の原因になったと思い、この求婚を受けることにした。そして結婚の直前、ジャックはアリエナに対する思いを遂げ、アリエナに翻意を迫るが、それは果たせなかった。傷心のジャックは母エリンから聞いた情報を頼りに、父の手がかりを求めてキングズブリッジから旅立った。
アルフレッドはアリエナと結婚したが、結婚式の場でエリンにかけられた呪いのせいか、どうしても遂げることができずにいた。そしてアリエナは不能の原因を押し付けられ、床で寝させられる屈辱を味わう中で、自らが妊娠したことに気付く。アルフレッドの子でないことは明白である。しかしアリエナは隠し通すことを決心する。
棟梁となり自信をつけたアルフレッドは、父のトムが設計した木製の天井に飽き足らず、石造りの天井を計画した。フィリップはアルフレッドに許可を与えた。そしてその一部が完成したお披露目の時、天井は重みに耐えられずに崩壊した。79人の町民が死亡し、アリエナはそのさなかに男の子を産む。アルフレッドに追い出されたアリエナはエリンの助言を受け、赤子を連れてジャックを探しに大陸へ向かう。大聖堂の建築は頓挫し、アルフレッドはシャーリングへ移って石造りの住宅を建築する仕事を始めた。
一方、ジャックはスペインのトレドで、現地に住む聖職者たちと共により進んでいたイスラムの哲学や数学を学んでいた。特にユークリッド幾何学を学んだことはジャックには大きな成果であった。ジャックはキリスト教徒のムーア人、ラシード・アルハーンの家で末娘のアイシャに気に入られ、結婚寸前までいったが、アリエナが忘れられず、結局はトレドを旅立つ。アリエナはジャックの足跡を追い続け、二人はパリのサン・ドニの大聖堂で再会した。ジャックは、サン・ドニの大聖堂の建築に関わっていた。そのために、最新型のリブ・ヴォールトと尖塔アーチの建築法を学ぶことができた。
サン・ドニの大聖堂が落成すると、落成式典に大勢の市民が集まったが、市民は退屈からか、石工たちの小屋から工具を持ち出して暴れだした。そのうちの一人が、ジャックがトレドでラシードからもらったマリア像を盗んだのをジャックは見た。そのマリア像は気温の変化を利用する仕組みか、泣き出すことがある不思議な像であった。ジャックはそれを取り戻すことに成功し、さらにそのマリア像を利用して群集を鎮めた。ちょうど夕方で気温が急に下がったせいかマリア像が泣き出したため、それを奇蹟だと思った市民がコインをジャックへ投げ始めた。ジャックはそれを幸いに、マリア像はキングズブリッジへ戻される途中であり、寄付をキングズブリッジの大聖堂に使うと宣言した。たまたまイングランドの全司教区を管轄するカンタベリ大司教であるシーアボルドの保護を得ることができ、その公認の下、イングランドへ戻りつつ寄付を募りながら旅をすることになった。そしてノルマンディーのシェルブールの街で、ジャックは偶然にも父の一族と出会った。自分のルーツを知ることができたジャックはキングズブリッジへ帰還する。
フィリップは度重なる災厄から心の傷が癒えていないキングズブリッジの市民に説教を行っていた。そこへ大陸から戻ってきたジャックがマリア像と寄付金を見せる。はじめは疑いの目で見ていたフィリップも、マリア像の涙が町の人々の心の傷を癒し力を与えたのを見て、逡巡の後、これを奇蹟と認め、またジャックを棟梁として新たにジャックの設計による大聖堂の再建を認めた。しかし、フィリップはアリエナとジャックの結婚を認めなかった。アリエナとアルフレッドの結婚が有効だというのだ。アリエナは結婚の事実が無かったことを理由に結婚の無効を求めたが、シーアボルド大司教により却下された。ジャックはアリエナと別居することを認めた。ただし、2人は公然と愛人関係にあり、やがて二人の間には、先に産まれた息子トミーに加えてにサリーという女の子が産まれた。

### 第五部　1152年〜1155年
徐々に繁栄を取り戻すキングズブリッジに対し、ウィリアム・ハムレイは再度襲撃を行うことを計画した。それを知ったジャックはリチャードとフィリップと相談し、一日で石の壁を町の周囲に築き、自衛することを提案した。石壁は間に合わせながらも完成し防衛体制が整った。ウィリアム・ハムレイの軍勢は思ったより多かった。彼らは石壁を見ても襲撃を諦めず、回り込んで攻撃を行ったが、リチャードの指揮の下で撃退に成功した。リチャードは生計を立てる手段をもたなかったが、戦士として、そして指揮官としては優秀であった。アリエナはリチャードをキングズブリッジの守備隊長として契約することを町に求め、受け入れられた。そして石壁は本格的に作り直されることになった。リチャードは石壁の威力を、内戦の経験から実感していたのである。
ウィリアムは富裕な騎士の娘で、14歳になるエリザベスと結婚した。新妻のエリザベスは従順な少女だったが、粗暴で粗野なウィリアムの虐待的な扱いに失望し、彼を憎むようになった。ある暴風雨の日、雨宿りに立ち寄った教会堂でエリザベスはアリエナと出会う。ウィリアムへの憎しみを口にするエリザベスは、かつてそのウィリアムを拒んだというアリエナを驚きと尊敬の目で見る。そして家臣たちにぞんざいに扱われるエリザベスに対しアリエナは、まずは家臣たちに言う事を聞かせるためのコツを伝授した。
3年続いた不作により、飢饉がイングランドを襲った。今度は無法者たちがキングズブリッジを襲ったが、リチャードの指揮によって撃退した。アリエナは無法者たちをリチャードが指揮すれば戦力になると考えた。リチャードは無法者たちを巧みに指揮し、ウィリアム・ハムレイの領地で効率よく略奪を繰り返した。ウィリアムがウォールランに相談すると、ウォールランは反フィリップ院長派である副院長のリミジアスを使い、リチャードと無法者たちの根城を突き止めた。リミジアスはそのまま修道院を出奔し、ウォールランの下へ走った。ウィリアムはサリーの石切り場と呼ばれる彼らの根拠地へ向かったが、そこはすでにも抜けの殻であった。そして、そこにいたエリンに、リチャードは亡きモードの息子であるヘンリー公に出仕するためにノルマンディーへ向かったと告げられた。
長い内戦は終わった。スティーブン王は嫡子を失い、すっかりやる気を失っていた。スティーブン王は王位にとどまることを認められたが、その後継者はモードの息子であるヘンリー公となることで合意をみた。そして領地はヘンリー1世時代のものに戻されることになり、リチャードは念願のシャーリング伯爵位を取り戻した。しかし、これにはスティーブン王の強制執行義務が無いため、スティーブン王が生きている間はシャーリング伯領はウィリアム・ハムレイに簒奪されたままになりかねない。そこでアリエナはリチャードと謀り、シャーリングの城を奪うことを計画した。アリエナは単身農民に化けて城に潜り込むと、ウィリアムの妻で旧知の間柄のエリザベスと会うことに成功した。エリザベスが未だに夫であるウィリアムを強く憎んでいることを確かめ、守備の兵の注意を惹きつつリチャードの軍勢が乗り込む時間を稼ぐのに協力してもらった。エリザベスは何とかそれに成功し、リチャードは間一髪で城に乗り込み、制圧した。ウィリアム・ハムレイもリチャードが軍勢を伴っていち早く離れたのを知り、急いで城に戻ったが、すでに城は制圧されていた。それを知ったウィリアムは失意のうちに元のハムレイ家の領地に引きこもった。
新しい州長官が選ばれることになり、フィリップはシャーリングへ向かった。しかし新長官となったのはウォールランの後ろ楯を得たウィリアム・ハムレイだった。落胆してキングズブリッジに帰ろうとしたフィリップは、落ちぶれて変わり果てた姿となったリミジアスを見かける。リチャードへの襲撃が空振りに終り、ウォールランとウィリアムに見捨てられ、行き場を失ったリミジアスは乞食に身を落としたのだ。その惨めな姿に心を痛めたフィリップは一介の平修道士として修道院に戻って来いと呼びかける。はじめは傲慢さを捨てきれないリミジアスだったが、懇々と説得を続けるフィリップに次第に心を動かされ、しばらく沈黙した後、涙を浮かべながらお願いしますと頭を下げる。喜んだフィリップは乗っていた馬にリミジアスを乗せ、自分は歩いて帰路につく。それに疑問を唱える弟子のジョナサンたちに対してフィリップは、改悛したリミジアスは今日、神を喜ばせたのだと諭す。大聖堂の建設をめぐる前途はいまだ厳しいものであったが、かつての敵であったリミジアスの心という大きな宝を得たフィリップの心は満たされていた。
キングズブリッジでは新たな問題が持ち上がっていた。新しく伯爵となったリチャードが採石場の使用を認めないのである。姉のアリエナは今までフィリップに助けられてきた恩を仇で返すかのような態度をとるリチャードを非難するが、放漫財政のせいで金に困っていたリチャードは財源として採石場を必要としていたのだった。一方で飢饉によって住宅建築の仕事がなくなったアルフレッドは、亡きトムへの恩義からあえて彼の現場復帰を認めたジャックを裏切ってキングスブリッジから石工を引き抜き、再びシャーリングでの大聖堂建築を画策し始めたウォールランの手助けをしていたが、伯爵領という財源を失った大聖堂の工事は行き詰っていた。アルフレッドはシャーリングでの仕事を失い、キングズブリッジでは仕事ができないため、アリエナに金の無心にやってきた。アリエナが断ると、アルフレッドは暴力を使ってアリエナを脅迫し、犯そうとした。そこへやって来たリチャードがそれを見てしまう。忌まわしい過去の記憶が蘇ったリチャードはアルフレッドを殺してしまった。
州長官となったウィリアム・ハムレイは伯爵領を奪還するチャンスとしてさっそくこの事件を利用した。リチャードがヘンリー公に鞍替えしたことを恨んでいるスティーブン王から伯爵、すなわち王の直臣であるリチャードを逮捕するための特別権限を認めた令状を手に入れたのである。そして聖域であるキングズブリッジ修道院にかくまわれているリチャードに対して、修道院から出たらただちに殺人犯として逮捕すると通告する。窮地に陥ったリチャードのために、フィリップはリチャードが罪を償うためにエルサレムに赴き、十字軍に参加することを提案する。聖地を守るという大義名分を得たリチャードにはウィリアムも手出しができなくなる上、領地の経営よりも戦いのほうが好きで、その素質にも恵まれたリチャードにとって十字軍はまさに天職というべきものであった。またアリエナは伯爵代理としてその経営手腕を伯爵領で存分に発揮でき、さらにフィリップも何かと問題を起こすリチャードを厄介払いし、アリエナのもとで採石場の石を大聖堂の建築に使用できるというそれは一石三鳥の名案であった。聖地で活躍する期待に夢をふくらませたリチャードはその提案を喜んで受け入れ、アルフレッドの死によって障害のなくなったアリエナがジャックと結婚式を挙げた翌日にエルサレムへ旅立った。
晴れてアリエナと正式な夫婦となったジャックは息子のトミーを石工にしようとしたが、トミーにはその才能もやる気も全くなく、逆に娘のサリーが一人前のステンドグラス職人となりつつあった。母のアリエナは建築よりも学問や武芸に興味を示すトミーをある貴族の小姓にして騎士への道を歩ませることにした。

### 第六部　1170年〜1174年
ついにキングズブリッジの大聖堂が完成した、それを機にフィリップは弟子のジョナサンを修道院の副院長とした。トム・ビルダーが捨てた息子のジョナサンはフィリップに育てられ、すっかり一人前になっていた。フィリップはジョナサンを自分の後継者にしたいと考えていたのだ。しかしそれを知ったウォールランは、そんなことはあり得ないと知りつつも、ジョナサンはフィリップの実の息子であり、フィリップは姦淫の罪を犯していると告発した。その裁判長としてやって来たのは、かつてフィリップが分院から厄介払いしたウェアラムのピーターであった。ピーターはその後カンタベリ大司教シーアボルドの下で出世していたのである。
ピーターとウォールランによりフィリップは追い詰められる。潔白を証明するためには、ジョナサンの真の父親を見つけるしかない。事情を聞いたジャックは、ジョナサンが捨てられていた時の状況から、トム・ビルダーの捨てた赤子こそがジョナサンではないかと考えた。ジャックは全てを知っているものの、かってフィリップが自分とトムを引き離したことを恨んでいる母のエリンを懸命に説得し、エリンは裁判でトム・ビルダーこそがジョナサンの父親であると証言した。しかしウォールランはその証言には証拠がないと一蹴し、激怒したエリンは、ウォールランが自分の恋人でジャックの実父である吟遊詩人ジャック・シェアバーグに対して偽証を行い、死に追いやった過去を暴露した。さらにキングズブリッジ修道院のジェームズ前院長の側近として当時の事情を知るリミジアスもエリンの暴露を補強する証言を行った上で、修道院の財政を救うためとはいえ、冤罪に加担し、無実の者を見殺しにした罪の意識から立ち直れなくなった前院長の無気力によって荒廃したキングズブリッジを立て直すことは自分の悲願であったが、神は自分よりもすぐれた人を選ばれたとフィリップを称賛する。かって自分と対立した二人が自分を救ってくれたことに感動を隠せないフィリップであったが、一方、もはやフィリップの裁判どころではなくなったウォールランは、なぜ父を殺したのかと激しく詰め寄るジャックを振り払い、逃げるようにその場をあとにした。
フィリップを陥れることに失敗したウォールランとピーターは、巻き返しを図ってヘンリー2世に接近した。二人の企みを阻止するため、フィリップは現在のカンタベリ大司教であり、教会の権利をめぐってヘンリー2世と対立しているトマス・ベケットを、その亡命先であるフランスに訪れた。しかし亡命中のベケットには十分な力がなく、しかもベケットはローマ教皇が出した和解案をめぐって王と争っている最中だった。フィリップは、現在は国璽尚書としてヘンリー王に仕える弟フランシスと二人で妥協策を見いだし、その結果、ついにベケットは帰国してヘンリー2世と和解した。
しかし王とベケットの対立は近いうちに必ず再燃すると判断した王の側近たちはベケットの暗殺を画策する。王から巧みに言質を引き出した側近たちは恩賞をちらつかせてウィリアム・ハムレイを暗殺の実行役に引き込んだ。ウィリアムは部下を引き連れてカンタベリに乗り込み、大聖堂でミサを執り行っていたベケットを襲撃した。たまたまカンタベリを訪れていたフィリップはベケットを懸命に逃がそうとしたが、ベケットはそれを潔しとせず、堂々と名乗り出て、ウィリアム・ハムレイに衆人環視の中で殺された。
それを目の当たりにしたフィリップは、暴力の勝利と教会の権威の敗北に絶望するが、ベケットの死を殉教ととらえ、無残な姿となったその遺体に崇敬を捧げる人々の姿を見て、イエス・キリストの昔より、殉教者の死は一時は敗北に見えても人々に力を与え、最終的には教会に勝利をもたらすものであったことを思い出す。そして集まった人々に対してフィリップは「今夜ここで私たちは殉教を目撃した。これはキリスト教徒にとっては許しがたい暴虐である。私たちは今見たことをイングランドじゅうの町や村で語って聞かせよう。そしてキリスト教世界全体に聞こえるほどの怒りの声を上げ、野蛮人どもに立ち向かおう。そしてまず手始めにこのカンタベリじゅうを練り歩き、人々にこのことを伝えよう!!」と呼びかけ、それに応えた人々は熱狂のうちにフィリップとともに行進を開始する。カンタベリから引き揚げようとしていたウィリアム・ハムレイと部下たちはその行進に遭遇し、ウィリアムは王の名において解散を命じるが、怒れる群衆の勢いは、もはや彼らには止めることができないものになっていた。
トマス・ベケットの死はキリスト教世界にまたたく間に広まり、大きな反響を呼んだ。ウィリアム・ハムレイはベケット崇拝の高まりに困惑するヘンリー2世のためにベケットの遺体を盗み出そうとしたが失敗し、ウィリアムは逃亡した。
シャーリング伯リチャードがエルサレムで亡くなった。後を継いだ甥のトミーことトマスはトマス・ベケットに対して度重なる暴虐を働いたウィリアム・ハムレイを逮捕し、神聖冒涜の罪で告発した。州長官という権力者であるにもかかわらず、ベケット殺害犯として悪名の高かったウィリアムはついにヘンリー2世からも見捨てられ、新たにキングズブリッジの司教となったフィリップによる有罪宣告ののち、トマスによって絞首刑に処された。永きにわたるウィリアムとの因縁の結末を見届けるため、あえてその処刑に立ち会ったアリエナはようやくすべてが終わったことに安堵する。トマスは統治者として優秀であり、アリエナは統治を息子に譲ってキングズブリッジに戻り、商売に専念した。
ある夏の日の午後、新しくキングズブリッジの修道院長となったジョナサンがジャックのもとを訪れた。ある人物が、ジャックに大事な話があるので会ってほしいというのだ。その人物とはなんとウォールランであった。過去の偽証の件で信用を失い、出世の道を閉ざされたウォールランはその後自らの過ちに気づき、平修道士として一からやり直すために修道院の門を叩いたのだという。ウォールランの改心を疑うジャックに対してジョナサンは、私たちも初めは同じ考えだったが、結局のところ、ウォールランもまた神を信じることの篤い人間だった。ただ彼の誤りは目的が正しければどんな手段を用いても正当化されると考えたことであり、彼はその誤りを今ここで償っているのだと語る。そしてジャックと対面したウォールランは、かっての傲慢の名残がまだかすかに残ってはいるものの、淡々と、ときに自嘲をまじえた口調でホワイトシップの遭難とジャックの父の死の真相を語り始める。
それはヘンリー１世のただ一人の嫡出の息子であるウィリアム王子の死によって生じる混乱に乗じて勢力の拡大を狙った豪族たちの陰謀であった。そして遭難のただ一人の生存者であったジャックの父は陰謀には全く気づいていなかったが、彼の話から真相を悟る者が出てくるかも知れないという点で豪族たちにとっては危険な存在であった。しかし何も知らない善良な吟遊詩人を殺すことにためらいを感じた豪族たちは、言葉が通じない海の向こうのイングランドに彼を隔離し、キングズブリッジの修道院に軟禁することで良しとした。しかし、やがて英語を覚えたジャックの父は恋人を作り、今度こそ彼を見過ごすことができなくなった豪族たちは、報酬をエサにウォールラン、パーシー・ハムレイ、ジェームズ前院長の３人に命じてジャックの父を陥れ、無実の罪で処刑させたのであった。そして３人はその報酬として栄達をとげ、または経済的に豊かになり、やがて有力な王位継承者を失ったイングランドには豪族たちが望んだ無政府状態が訪れた。しかし、それらはすべて空しいものであり、豪族たちは戦乱の中で相次いで倒れ、ある者は家系が断絶した。また欲に釣られて豪族たちの手先となった自分たちも、ジャックの父が処刑された時にエリンがかけた呪いによって、最終的にはそれぞれが罪の報いを受けることになった…。
このウォールランの告白も今のジャックにとってはもはや遠い昔の出来事にすぎず、ジャックはむしろ、人生をかけて築き上げたものが老年になって無となったウォールランの胸中を思いやるが、かっての敵であるジャックの憐れみの視線を感じたウォールランは、屈辱に耐えきれす、顔をそむけるのであった。
トマス・ベケットの殺害から三年半が経った。その間、ベケットに対する崇拝熱はキリスト教世界に激しく吹き荒れ、ベケットは異例の速さで聖人に列せられた。こうした動きに抗いきれなくなったヘンリー2世はついにベケット殺害の責任を認め、ベケットの墓の前で自らの罪を懺悔し、イングランド中から集まった司教や修道院長たちに形式的ながらも鞭打たれることになった。かつてベケット殺害に対する怒りの口火を切り、いまキングズブリッジの司教としてその場に立ち会い、王の権力もまた絶対のものではないことを目撃したフィリップは、人々の意志が暴力を制限し得る新しい時代がやって来たことを確信するのであった。

## 登場人物
主要人物は名前の後ろに※を、教会関係者の名前の後ろに☆を付している。

### 架空の人物
トム・ビルダー ※
前半の主人公。腕のよい石工で、生涯の夢は自らの設計した大聖堂を建てること。勤勉で誠実な建築家で、息子のアルフレッドと義理の息子のジャックを優秀な石工に育てた。自らの判断ミスにより妻を貧困の中で死なせ、次男を遺棄する羽目になった。キングズブリッジの修道院長フィリップと出会い、よき同志として大聖堂建築に取りかかる。だが、キングズブリッジの繁栄に嫉妬したウィリアム・ハムレイの襲撃を受け、志半ばで死亡する。彼の死は大きな痛手となり、フィリップも一時は大聖堂の建築を諦めたくらいである。アルフレッドを溺愛し、マーサやジャックへのいじめも制止しなかった。しかし義理の息子であるジャックにも彼なりの愛情を注いでおり、ジャックはアルフレッドに関するトムの態度に不満を抱いていたものの、母と自分を幸せにしてくれた継父として、また自分に建築への愛を教えてくれた師匠としてトムを深く敬愛していた。
フィリップ ※ ☆
もう一人の主人公ともいえる修道士。敬虔で誠実な人物で、堕落していたキングズブリッジ修道院の分院を建て直し、のちに本院の院長となった。しかし司教であるウォールランや近隣の領主であるハムレイ家を敵に回すことになり、彼らからのさまざまな妨害を受けながら、そのたびに不屈の闘志で修道院とキングズブリッジの町のために大聖堂の建築を推進した。そのため、権力欲に取り憑かれた彼の敵が没落していくのに対し、キングズブリッジ司教にまで出世していくのは皮肉である。
アリエナ ※
本編のヒロイン。シャーリング伯爵バーソロミューの令嬢で、高貴で知的な少女。婚約者であるウィリアム・ハムレイが粗暴であることを知り、婚約を断ったことがこの物語の発端の一つとなった。そのためにハムレイ家によって人生を狂わせられるが、何度傷ついてもその度に再起し、大きく成長していく。アリエナは商才と領地の経営能力もあり、戦闘の分野の能力しかない弟のリチャードと対照的である。前半生では様々な苦労を背負うが、ついには父との誓いを果たしてシャーリング伯爵家を再興し、ジャックと結ばれる。
ウィリアム・ハムレイ ※
パーシーとリーガン夫妻の息子で、後のシャーリング伯爵。両親に負けず劣らずの野心家であるが、陰謀よりも直接的な行動を好む。アリエナに執心している。粗暴で非情な性格である反面、母の影響からか、妙に神の罰を恐れることがあり、特に地獄へ行くことを恐れている。ウォールランと組んで度々フィリップやアリエナを苦しめるが、傲慢で狡猾なウォールランを内心では嫌っている。フィリップ院長やアリエナにとって常に大きな脅威であっただけでなく、トムの死をはじめ多くの人々の不幸の原因となった。
ジャック・ジャクソン（ジャック・ビルダー） ※
本編の後半の主人公の一人。エリンの息子でトムの義理の息子となった。語学や文学に造詣が深いエリンの教育により子供の頃から豊富な知識を持っていたものの、母以外の人間に接したことがなかったためトムの一家と出会った時は対人面でやや難があった。すぐに適応したものの、トムの息子であるアルフレッドとは折り合いが悪く、よくいじめられていた。ジャックが働くようになればアルフレッドとの仲もよくなるだろうとトムは楽観していたが、実際にはジャックの能力にアルフレッドが嫉妬して両者の関係は修復不可能なまでに悪化した。石工細工に関しては義理の父で師匠のトムをはるかにしのぐ腕前を持つ。反目していたアルフレッドに初恋の女性であるアリエナを奪われるが、結婚の直前に彼女との思いを遂げ、その後父のルーツを求めて大陸へ向かった。スペインでユークリッド幾何学を学び、フランスで最新の建築術であったゴシック様式を学んだジャックは赤子を連れて自分を追ってきたアリエナとパリで再会する。スペインで貰ったマリア像を奇蹟を起こす像と称して集めた寄付を持ってキングズブリッジへ帰って来たジャックは新様式による大聖堂をフィリップへ提案し、棟梁となってさまざまな困難に直面しながらも建築を進めていく。男女関係には特にやかましいフィリップの反対で長い間アリエナとは結婚できなかったが、彼女との間にトミーとサリーの一男一女をもうける。
エリン
ジャックの母でトムの2人目の妻。元は騎士の娘で、幼い頃から父の家臣である荒くれたちの中で育ったため男勝りな性格に育ち、のち父により強制的に尼僧院に入れられたことから反抗的で大の教会嫌いになった。尼僧見習いだった時にジャックの父と恋に落ちて尼僧院を出奔し、ジャックを身籠った。恋人の死後は一人でジャックを産み、勉強を教えながら二人きりで森で暮らしていた。その後トムと出会い、ジャックを連れて一緒に暮らし始めたが、フィリップにトムとの内縁関係を咎められ、結婚の前に一定期間距離を置くよう命じられたため、ジャックを連れて一時的に森に引きこもったが、再び現れてトムと正式に結婚し、トムの死後は再び森に帰った。金色の瞳をもつその容貌と呪術を行うことから森の魔女と呼ばれており、実際にジャックの父が処刑された時には偽証を行った3人に対し、そしてアルフレッドとアリエナの結婚に対してはその結婚に対し呪いの言葉を吐いたが、いずれもその呪いのせいか悲惨な運命を辿った。
アグネス
トムの最初の妻。アルフレッドとマーサの母。ジョナサンを森で産み落とした後に死亡した。本来はトムに安定したエクセター伯爵の専属石工の職につくことを望んでいた。
アルフレッド
トムとアグネスの長男で、大柄な体格と乱暴な性格の持ち主。エリンとジャックの母子を警戒しており、読み書きが満足にできない自分に比べ豊富な知識と教養を持つ年下のジャックとは特に仲が悪い。父と同じく石工となったが、後に同じ石工として頭角を表してきたジャックへの対抗心からアリエナと結婚する。しかしエリンの呪いのせいか不能状態に陥ったため結婚を完遂することができず、アリエナを屈辱的に扱う。トムの死後は後を継いで棟梁となるが、自身が設計した石造りの天井が崩落して多くの死傷者を出す大惨事を引き起こす。その後はシャーリングやキングズブリッジを転々とするも最終的には行き詰まり、金の無心を拒絶したアリエナを力づくて犯そうとしてリチャードに殺されてしまう。アリエナによれば本来ならもっと幸福になることもできたはずであったが、ジャックへの対抗意識に一生を狂わせられた人物であった。
マーサ
トムとアグネスの娘。内気で人見知りをするが、義理の兄であるジャックを慕っている。ただしジャックがその想いに気付くことは無かった。兄のアルフレッドとの仲は悪い。ジャックとその子供たちのために本作では独身のまま尽くした。続編にあたる『大聖堂-果てしなき世界』では子孫にあたる人物が登場しており、後に結婚したものと思われる。
ウォールラン・バイゴット司教 ※ ☆
キングズブリッジの司教であるが、大聖堂があるとはいえ辺鄙なキングズブリッジではなく、州の中心であるシャーリングの町を拠点としている。野心的で狡猾な人物。ジャックの父が修道院の聖杯を盗んだと偽証したことで教会内での出世の糸口を得たが、ジャックの父が処刑された際にエリンの呪いを受ける。はじめはフィリップを利用しようとして接近したが、その真意を知ったフィリップに逆に出し抜かれたことから敵に回り、以後様々な妨害を行う。何度もフィリップを屈服させようとし、目的がかなったかに見えたこともあったが、結局はフィリップは生き残り、自身は失脚してしまう。ジャックの父を通じてホワイトシップの遭難の秘密を知っているかも知れないエリンを恐れていたが、実際にエリンが暴露し、ウォールランの権勢に終止符を打ったのは、ほかならぬウォールラン自身が過去に犯した偽証の罪であった。元来は敬虔な人物であったようだが、宗教心と野心を混同した結果、自分は神の道具であり、その自分の権勢を増すことこそが神の栄光を実現させる道であり、そのためにはどんな手を使っても許されるという考えを抱いてしまった。最後はその過ちを悟り、キングズブリッジの一修道士として出直す。利害の一致からハムレイ家の人々と手を組み、特にウィリアムについては手駒として利用する一方、内心ではその暴力的な性格を嫌悪しており、ウィリアムがキングズブリッジで多数の人々を虐殺した時には、駆け引きのためとはいえ不快感を露にし、罪の許しを与えることにためらいを見せた。
リチャード
シャーリング伯バーソロミューの嫡子だが、まだ少年の頃に姉がウィリアムとウォルターに犯されるのを見ることを強要された上に、耳に傷を付けられた。そのため、ウィリアムを恨んでいる。勇敢で軍事面では優れた才能をもつ反面、生活能力が全くなく、資金的には姉のアリエナに頼りきっている。また恩義のある人々の苦境をよそに平然と自分本位な行動に走るなど身勝手な人物でもある。姉の援助のもとスティーブン王に出仕し、伯爵領の回復を目指すが果たせず、のちその後継者となったヘンリー公/ヘンリー2世のもとで伯爵位と領地を回復する。しかし義理の兄に当たるアルフレッドを殺害したため、州長官となり伯爵領の奪還を狙うウィリアムに逮捕されかかるが、フィリップの提案により十字軍に参加して難を逃れ、のちにエルサレムで死亡した。皮肉なことにその死は戦死ではなく地震によるものであった。
シャーリング伯バーソロミュー
アリエナとリチャードの父。正統な王位継承者と定められていたモードを差し置いて王位を奪ったスティーブン王の行為を良しとせず、モードやグロスター伯ロバートに呼応して兵を挙げようとしたが、それを知ったパーシー・ハムレイの軍勢に急襲され、反逆者として王宮の地下牢に投獄された。獄中生活と拷問によって見る影もなく衰弱し、自分を訪ねあてたアリエナに、リチャードを伯爵としてシャーリング伯爵家を再興することを誓わせたのち、まもなく獄死した。誇り高く厳格な人物であったものの、その性格のために一族とは疎遠になっており、それが父と領地を失ったアリエナとリチャードが孤児同然の境遇に置かれる一因ともなった。
ジョナサン ※
トムの3人目の子供だが、母のアグネスが死亡したことにより遺棄された。その直後フランシスに拾われ、フィリップにより育てられることになった。赤子を棄てることは大罪であったため、キングズブリッジで再会したトムは父親と名乗り出ることはなかったか、ジョナサンの成長を見守りつつ、可愛がっていた。のちにフィリップにより副院長となり、それが原因でフィリップは訴えられる羽目となったが、その過程でジョナサンは自分の両親が誰だったかを知る。
パーシー・ハムレイ
ハムレイ村の小豪族。野心的な人物で、シャーリング伯爵家との縁組みを通じて勢力を拡大しようと図るが、ウォールランからシャーリング伯爵のスティーブン王への蜂起の情報を知り、シャーリングの城を落とした。そのために、論功行賞でシャーリング伯爵の地位を得ることができた。内戦時の掠奪中に急死。
ジャックの父が捕らえられた際、裁判でジャックの父が自分のもとから逃亡した従者であると偽証し、その報酬として黒幕たちから領地を与えられた。そのためエリンの呪いを受けることになった。パーシー本人は直接その報いを受ける前に死んだものの、息子のウィリアムが絞首刑となり家系は断絶した。
レディー・リーガン
パーシー・ハムレイの妻でウィリアム・ハムレイの母親。醜い容貌だが、決断力と智謀は夫のパーシーを大いに助けている。パーシーの死後も息子のウィリアムを助けたが、心臓発作で急死した。死ぬ寸前に息子に司祭を呼びたかったようだが、ウィリアムは動転して何もできなかったため、そのまま司祭に看取られることもなく死亡した。
ウォルター
ハムレイ家の郎党で、ウィリアムの忠実な部下。ウィリアムの行くところに常に従い、それを助けた。アリエナをウィリアムが強姦した際に、ウォルターもご相伴に与っている。その後もウィリアムの郎党の筆頭として、常にウォルターは右腕として付き従っていた。
エリザベス
富裕な小領主の娘。14歳でウィリアム・ハムレイの妻となる。何も知らずに結婚生活を夢見ていたものの、結婚早々にウィリアムから暴力的な扱いを受け、家臣たちにも蔑ろにされるなど屈辱を受けている。アリエナと偶然雨宿りで知り合い、アリエナに家臣の操縦のアドバイスを受ける。後に嫌悪するウィリアムを裏切り、アリエナに協力して夫の居城をリチャードが抜く手助けをする。
ジャック・シェアバーグ（ジャック・シェルブール）
フランス、シェルブール出身の吟遊詩人でホワイトシップの遭難における唯一の生き残り。ホワイトシップの遭難が仕組まれたものであることは知らなかったが、万が一を恐れた黒幕の豪族たちによってキングズブリッジの修道院に軟禁された。そこでエリンと恋仲になり、息子のジャックをもうけるが、その事態を危険視した黒幕たちの差し金で、修道院から解放された直後に聖杯泥棒の濡れ衣を着せられて処刑されてしまった。
ジェームズ院長 ☆
キングズブリッジ修道院の前院長。経営者としての能力に乏しく、経営の傾いた修道院の財政を建て直すためにジャックの父をめぐる陰謀に加担した。その裁判では直接的な偽証こそしていないが、他の2人が偽証をしていることを知りながら黙っていたことに対して罪の意識を抱き、そのことから自尊心を失い、無気力となって修道院の荒廃をもたらしたが、死に臨んで副院長のリミジアスに罪の告白をした。
リミジアス ☆
キングズブリッジ修道院の副院長。ジェームズ前院長の死に際し、ジャック・シェアバーグの処刑の秘密を告白された。院長の死後は当然自分が院長になるものと考えていたが、修道院の荒廃を立て直せるだけの手腕はなく、対立候補だったフィリップが院長になってしまったため、以後フィリップに対して何かと足を引っ張る行動をとる。フィリップとウォールランの対立が深まるにつれ、リミジアスはキングズブリッジ修道院を裏切ってウォールランのもとへ出奔するが、のちウォールランに捨てられ乞食に身を落とした。それを偶然見つけたフィリップに平修道士として戻ってくるように言われ、ついにそれに従った。後にフィリップが姦淫の罪で告発された際に、逆にエリンが告発したウォールランの偽証について、その際ジェームズ前院長が果たした役割について証言した。
ジョニー・エイトペンス ☆
キングズブリッジの修道士。やや頭が弱いが情愛の細やかな人物で、ジョナサンが拾われた後、母親代わりとなりヤギの乳で育てた。
カスバート・ホワイトヘッド ☆
キングズブリッジの修道士。最初のフィリップの同志で、フィリップの院長選挙に参謀のような形で協力した。その後もフィリップに協力を続けている。
ミリアス・バルサー ☆
キングズブリッジの修道士で、院長選挙におけるフィリップ派の一人。フィリップが院長になった後は財務係や副院長などの重要な役割を任される。
ピーター （ウェアラムのピーター）☆
フィリップがまだ分院長だった時代の修道士。敬虔だが独善的かつ攻撃的な性格で、絶えず周囲とトラブルを起こしていたため、フィリップにより修道院から離れて過ごすことの多い慈善係に任ぜられる。それを不満として修道院を去った後、カンタベリー大司教シーアボルドの下で出世し、フィリップの姦淫の罪に対する告発で裁判官となってやってくる。そのため、危うくフィリップは無実の罪を着せられそうになった。
フランシス ☆
フィリップの弟。修道院の堅苦しい生活を嫌い、世俗的な教会で出世していく。当初はグロースター伯ロバートの側にいたが、敵対するスティーブン王が教会の権利を当初は認める姿勢をみせたため、密かにシャーリング伯爵の蜂起の情報を兄のフィリップに伝え、善処を要請した。また、トムの息子のジョナサンを森で見つけた人物でもある。フィリップが捕虜になったときにはモードの側におり、兄を釈放させた上、フィリップが採石場の権利を失う代わりに市場を開く権利を認めさせた。後にヘンリー2世に仕えて国璽尚書にまで出世した。登場場面は少ないものの、常に重要な役割を物語の中で果たしている。
トミー（トマス）
ジャックとアリエナの最初の息子。アリエナとアルフレッドの結婚の直前にジャックがアリエナと交わった時に妊娠した。アルフレッドの建築した石造りの大聖堂の天井が崩壊した日に生まれ、アリエナがジャックを探しに大陸に渡った時も胸に抱かれていた。長じるに従い、ジャックは石工にしようとするが、トミーにはその意思も才能もなかったため、アリエナはトミーに騎士としての道を歩ませた。叔父のリチャードが独身のまま死亡した後、シャーリング伯の地位を継ぎ、トマスと呼ばれるようになった。統治にはアリエナも認める才能をみせた。
サリー
ジャックとアリエナの娘、トミーの妹。石工となることを嫌ったトミーと異なり、女ながらも建築家の才能を見せる。特にステンドグラスの製作が得意。

### 歴史上の人物
イングランド王ヘンリー1世
王権を強化するのに成功したが、嫡子であるウィリアムをホワイトシップの遭難で失った。娘のマティルダ（モード、またはモード女帝）を後継者に指名して死亡。
スティーブン王
ヘンリー1世の甥。ヘンリー1世の死去に乗じてフランスからロンドンへ乗り込み、王位を奪った。弟はウィンチェスター司教ヘンリーであり、即位に当たり教会勢力の統治権を認めたために、ローマ教皇の支持を得た。一時リンカーンで捕虜となるが、妻が交戦を続け、捕虜交換で釈放された。統治の晩年に長男を失ったために、自身の即位を追認させる代わりに後継者をモードの息子であるヘンリー公とすることで講和し、その翌年に死亡した。宮廷に出仕したリチャードの勇敢さを気に入って取り巻きに加えるが、のちにリチャードが自分を見限ってヘンリー公についたことを恨み、リチャードがアルフレッドを殺害した際には、自分の直臣であるリチャードを逮捕できる特別権限を州長官のウィリアム・ハムレイに与えた。
ウィンチェスター司教ヘンリー
スティーブン王の弟。兄の即位当初こそは蜜月であったが、後にスティーブン王が教会との約束を無視するようになり、関係に亀裂が生じた。イングランドの教会で最大の権勢を誇る大物で、ウォールランを重用していたが、ウォールランがシャーリングに大聖堂を建立したいと願い出た際、多数の人々が集まったキングズブリッジ大聖堂の建築現場の活況を見て、キングズブリッジにおける大聖堂の再建を認め、またトムによる大聖堂の再建案に興味を示すなど、キングズブリッジ修道院にも好意的な態度を見せた。
モード
正しくはマティルダ。モードは愛称で、モード女帝とも呼ばれる。ヘンリー1世の娘で、弟ウィリアムの死後は唯一の嫡子であったことから父により王位継承者に指名されていた。王位を簒奪したスティーブン王に対して反旗を翻した庶兄のグロスター伯ロバートと合流するためにイングランドへ上陸し、王位を求めて内戦を続けた。戦況は一進一退を続けたが、やがてグロスター伯の死によりモードはフランスへ帰った。その後、モードが死去するとスティーブン王派が優勢になると思われたが、スティーブン王も息子を失ったため、モードの息子ヘンリー公がスティーブン王の後継者となることで内戦は終結した。作中ではリンカンの戦いでスティーブン王を捕虜とした後、ロンドンに入城したモードに対してフィリップが採石場の権利と市場の開催権を願い出た際、自分に味方したウィリアム・ハムレイとの兼ね合いから採石場の請願は却下したものの、公平さをアピールするため市場の開催権についてはシャーリングと同様の権利を認め、キングズブリッジで羊毛市が開かれる道を開いた。
グロースター伯ロバート
モードの庶兄。モード派の主要な勢力であったが、ウィンチェスターで敗北して捉えられ、すでに虜囚となっていたスティーブン王と捕虜交換された。やがて内戦の中で死亡し、モード派の凋落の主因となった。物語開始時点でのフランシスの主人。
ヘンリー公/ヘンリー2世
モードの息子。スティーブン王の後継者となり、その死後ヘンリー2世として即位した。短躯で猪首、赤ら顔ながらがっしりした体つきで、精力的な印象を与える人物。面子にこだわる性格で、そのことがベケットとの対立を激化させた。自身は本気ではなかったものの、ベケット暗殺の許可とも取れる言質を与えてしまったことから、ベケットが暗殺された後はその責任者として苦しい立場に立たされ、最終的に殺害の責任を認めた。のちのイングランド王リチャード獅子王やジョン欠地王の父親である。
トマス・ベケット
カンタベリ大司教。魅力的な人柄と鋭い頭脳、それに強い意志力を兼ね備えた人物であるが、教会の自由のために旧友であった王と対立し、一時期フランスに亡命する。フィリップを優れた聖職者として高く評価し、新しいキングズブリッジ司教に推していた。ウィリアム・ハムレイによって衆人環視の中殺害されるが、ベケットは殉教者とされ、その殺害にたいする人々の怒りはベケットに対する崇拝の形をとってキリスト教世界に吹き荒れ、ついにヘンリー2世を屈服させることとなった。

## テレビドラマ
2010年にリドリー・スコットらの制作総指揮の下、ドイツ、カナダ、イギリスの3か国共同で、全8話からなる本作のテレビドラマ "The Pillars of the Earth" が制作された。
ヨーロッパ放映後にアメリカでもStarzで放映され、日本でも『ダークエイジ・ロマン 大聖堂』のタイトルで、2011年2月5日 - 3月26日の間、毎週土曜日22時台（日本標準時）にNHKデジタル衛星ハイビジョンにて放映された。作品自体高い評価を受けてプライムタイム・エミー賞 作品賞 (ミニシリーズ/テレビ映画部門)にノミネートされた。
原作のうちアルフレッドの死までの部分と大聖堂の完成が描かれているが、ストーリーの要所にいくつかの変更がされている（原作では一修道士となるウォールランが最後に事故死する、等）。

### キャスト
日本語版制作に際し、一部の役名は原作の日本語訳と表記が異なるものとなった。ドラマと原作で異なる場合はドラマでの役名に続いて（ ）内に原作での人名を記す。俳優の後の（ ）内は日本語吹き替え版の声優。
- ウェイルラン（ウォールラン） - イアン・マクシェーン（有本欽隆）
- トム - ルーファス・シーウェル（てらそままさき）
- フィリップ - マシュー・マクファディン（井上和彦）
- ジャック - エディ・レッドメイン（加瀬康之）
- アリエナ - ヘイリー・アトウェル（岡寛恵）
- バーソロミュー - ドナルド・サザーランド（稲垣隆史）
- リーガン - サラ・パリッシュ（英語版）（唐沢潤）
- エレン（エリン） - ナタリア・ヴェルナー（英語版）（野沢由香里）
- スティーブン - トニー・カラン（咲野俊介）
- モード - アリソン・ピル（渋谷はるか）
- リチャード - サム・クラフリン（川島得愛）
- ウィリアム - デビッド・オークス（土田大）
- アルフレッド - リアム・ギャリガン（英語版）（坂詰貴之）
- マーサ（少女時代） - スカイ・ベネット（英語版）（宇山玲加）
- レミジウス（リミジアス） - アナトール・トウブマン（英語版）（村治学）

### スタッフ
- 制作総指揮 - リドリー・スコット、トニー・スコット、デビッド・W・ザッカー 他
- 演出 - セルジオ・ミミカ・ゲッザン
- 脚本 - ジョン・ピールマイアー（英語版）※修道士カスバート・ホワイトヘッド役で出演もしている。

### 各話リスト
日本語題の後ろに原題を記す。放送日・放送時間はJST。
1. 無政府時代 (Anarchy) - 2011年2月5日 22:00 - 22:56
2. 聖堂炎上 (Master Builder) - 2011年2月12日 22:00 - 22:52
3. 聖アドルファス祭 (Redemption) - 2011年2月19日 22:00 - 22:53
4. 戦場 (Battlefield) - 2011年2月26日 22:00 - 22:47
5. 芸術と破壊 (Legacy) - 2011年3月5日 23:00 - 23:54
6. 偽りの代償 (Witchcraft) - 2011年3月12日 22:00 - 22:51 （予定） → 2011年3月19日 22:00 - 22:51
東北地方太平洋沖地震報道に伴う変更により、1週間順延となった。
7. 奇跡を呼ぶ像 (New Beginnings) - 2011年3月19日 22:00 - 22:54 （予定） →  同日 22:51 - 23:45
上記変更により、第6話と連続放送となった。
8. 終わりなき創造 (The Work of Angels) - 2011年3月26日 22:00 - 22:54

### DVD（日本版）
『ケン・フォレット原作 リドリー・スコット製作総指揮 ダークエイジ・ロマン 「大聖堂」』2012年1月18日 ポニーキャニオン　より販売